# リオグランデ郡 (コロラド州)

コロラド州内の位置

リオグランデ郡（Rio Grande County）は、アメリカ合衆国コロラド州に位置する郡である。人口は11,539人（2020年）。郡庁所在地はデルノートである。

## 地理
アメリカ合衆国統計局によると、この郡は総面積2,362 km2 (912 mi2) である。このうち2,361 km2 (912 mi2) が陸地で1 km2 (1 mi2) が水地域である。総面積の0.06%が水地域となっている。

## 人口動勢
2000年国勢調査で、この郡は人口12,413人、4,701世帯、及び3,417家族が暮らしている。人口密度は5/km2 (14/mi2) である。3/km2 (7/mi2) の平均的な密度に6,003軒の住宅が建っている。この郡の人種的な構成は白人73.93%、アフリカン・アメリカン0.35%、先住民1.26%、アジア0.23%、太平洋諸島系0.02%、その他の人種21.45%、及び混血2.76%である。この人口の41.67%はヒスパニックまたはラテン系である。
この郡内の住民は28.10%が18歳未満の未成年、18歳以上24歳以下が8.00%、25歳以上44歳以下が25.30%、45歳以上64歳以下が23.90%、及び65歳以上が14.70%にわたっている。中央値年齢は37歳である。女性100人ごとに対して男性は97.10人である。18歳以上の女性100人ごとに対して男性は94.40人である。
この郡の世帯ごとの平均的な収入は31,836米ドルであり、家族ごとの平均的な収入は36,809米ドルである。男性は30,432米ドルに対して女性は23,005米ドルの平均的な収入がある。この郡の一人当たりの収入 (per capita income) は15,650米ドルである。人口の14.50%及び家族の11.30%は貧困線以下である。全人口のうち18歳未満の18.40%及び65歳以上の11.20%は貧困線以下の生活を送っている。

## 都市及び町
- デルノート（郡庁所在地）
- センター
- サウスフォーク
- Monte Vista